# Xenoxybelis
Xenoxybelis is een geslacht van slangen uit de familie toornslangachtigen (Colubridae) en de onderfamilie Dipsadinae.

## Naam en indeling
De wetenschappelijke naam van de groep werd voor het eerst voorgesteld door S.R Machado in 1993. De slangen werden eerder aan andere geslachten toegekend, zoals Oxybelis en Philodryas.

### Soorten
Het geslacht omvat de volgende soorten, met de auteur en het verspreidingsgebied.
| Naam                   | Auteur        | Verspreidingsgebied                                                         |
| ---------------------- | ------------- | --------------------------------------------------------------------------- |
| Xenoxybelis argentea   | Daudin, 1803  | Colombia, Venezuela, Ecuador, Brazilië, Peru, Guyana, Bolivia, Frans-Guyana |
| Xenoxybelis boulengeri | Procter, 1923 | Bolivia, Peru, Brazilië                                                     |

## Verspreiding en habitat
De soorten komen voor in delen van Zuid-Amerika en leven in de landen Colombia, Venezuela, Ecuador, Brazilië, Peru, Guyana, Bolivia en Frans-Guyana. De habitat bestaat uit vochtige tropische en subtropische bossen, zowel in laaglanden als in bergstreken.

## Beschermingsstatus
Door de internationale natuurbeschermingsorganisatie IUCN is aan beide soorten een beschermingsstatus toegewezen. De slangen worden beschouwd als 'veilig' (Least Concern of LC).